# Lagunas del Jilguero
Las lagunas del Jilguero son dos lagos pequeños ubicados al este del salar de Pedernales en la Región de Atacama.
Son dos salares de tipo "playa" con sedimentos salinos cubiertos parcialmente por lagunas someras de extensión variable. El cordón que separa las dos lagunas es de muy bajo relieve. Es posible que en años de abundantes precipitaciones las dos lagunas queden unidas en una sola. 
Las características morfométricas y climatológicas más relevantes de las lagunas son:: II-147 
- altura: 4150 m
- superficie de la cuenca: 119 km²
- superficie de los salares 2,3 km² (Este) y 1,1 km² (Oeste)
- superficie de las lagunas: 1 km² (Este) y 0,5 km² (Oeste)
- precipitaciones: 140 mm/año
- evaporación potencial: 1000 mm/año
- temperatura media: -2 °C

Todas las cuencas hidrográficas del item 030 del Banco Nacional de Aguas de la Dirección General de Aguas son endorreicas. Algunas extienden su superficie de drenaje hasta Argentina.

## Historia
Luis Risopatrón escribió en 1924 en su "Diccionario Jeográfico de Chile" sobre el lago:
Jilguero (Lagunas del). Son dos, de mediana estension y se encuentran al W de la laguna de El Bayo y hacia el SE del salar de Piedra Parada.: 443 